# Revista Enfermagem UERJ
A Revista Enfermagem UERJ é um periódico científico revisado por pares e associada ao Programa de Pós-Graduação em Enfermagem da UERJ.
Possui como escopo campos da Enfermagem, Saúde e Áreas afins, especialmente relacionadas as áreas de Enfermagem Médico-Cirúrgica, Obstétrica, Pediátrica, Saúde Mental e Psiquiatria, Saúde Pública e Doenças Emergentes Reemergentes e Negligenciadas.

## História
A Revista Enfermagem UERJ foi lançada em 1993, com o objetivo de contribuir para a disseminação de ideias e construir um corpo teórico da enfermagem comprometido com os problemas de sobrevivência das pessoas e coletividades e suscitador de reflexões e propostas capazes de estimular o pleno exercício da cidadania de seus leitores.
A partir de 2013, a revista passou a ser publicada de forma bilíngue, com versões em português e inglês. Em 2012, ela passou a contar com edições tanto impressas quanto digitais, tornando-se totalmente eletrônica a partir de 2014. Desde 2017, a publicação segue um formato de fluxo contínuo, com um volume anual contendo no mínimo 80 artigos.
Com a criação do portal Rev@Enf da BVS Enfermagem, a revista passou a disponibilizar sua coleção em uma plataforma gerida pela metodologia SciELO a partir do volume 12, em 2004. Em 2010, alcançou a indexação na base SCOPUS, ganhando visibilidade no cenário internacional. Em 2022, foi incluída na coleção do Directory of Open Access Journals (DOAJ).

## Artigos científicos mais citados
Até 03 de fevereiro de 2022, os cinco artigos mais citados deste periódico eram:
|   | Título do artigo                                                                              | Autores | Ano  | Área de estudo       | Citações |
| - | --------------------------------------------------------------------------------------------- | --- | ---- | -------------------- | -------- |
| 1 | Análise de conteúdo temático-categorial: uma proposta de sistematização                       | Denize Cristina de Oliveira                                                                                    | 2008 | Análise de Conteúdo  | 1103     |
| 2 | Observação participante na pesquisa qualitativa: conceitos e aplicações na área da saúde      | Danielle Teixeira Queiroz, Janaína Vall, Ângela Maria Alves Souza, Neiva Francenely Cunha Vieira               | 2007 | Pesquisa Qualitativa | 601      |
| 3 | Prevenção relacionada à exposição ocupacional do profissional de saúde no cenário de COVID-19 | Cristiane Helena Gallasch, Márcia Lima da Cunha, Laríssia Admá de Souza Pereira, João Silvestre Silva-Junior   | 2020 | Saúde do Trabalhador | 238      |
| 4 | Riscos ocupacionais em saúde                                                                  | Maria Yvone Chaves Mauro, Camila Drumond Muzi, Raphael Mendonça Guimarães, Carla Christina Chaves Mauro        | 2004 | Risco Ocupacional    | 229      |
| 5 | Práticas de educação em saúde no Brasil: a atuação da enfermagem                              | Leilane Barbosa de Sousa, Cibele Almeida Torres, Patrícia Neyva da Costa Pinheiro, Ana Karina Bezerra Pinheiro | 2010 | Educação em saúde    | 222      |

## Indexadores
A Revista utiliza os seguintes indexadores:
- DOAJ[1]
- Latindex[2]
- RED Edit[3]
- REVENF[4]
- REHIC[5]